# César Klein

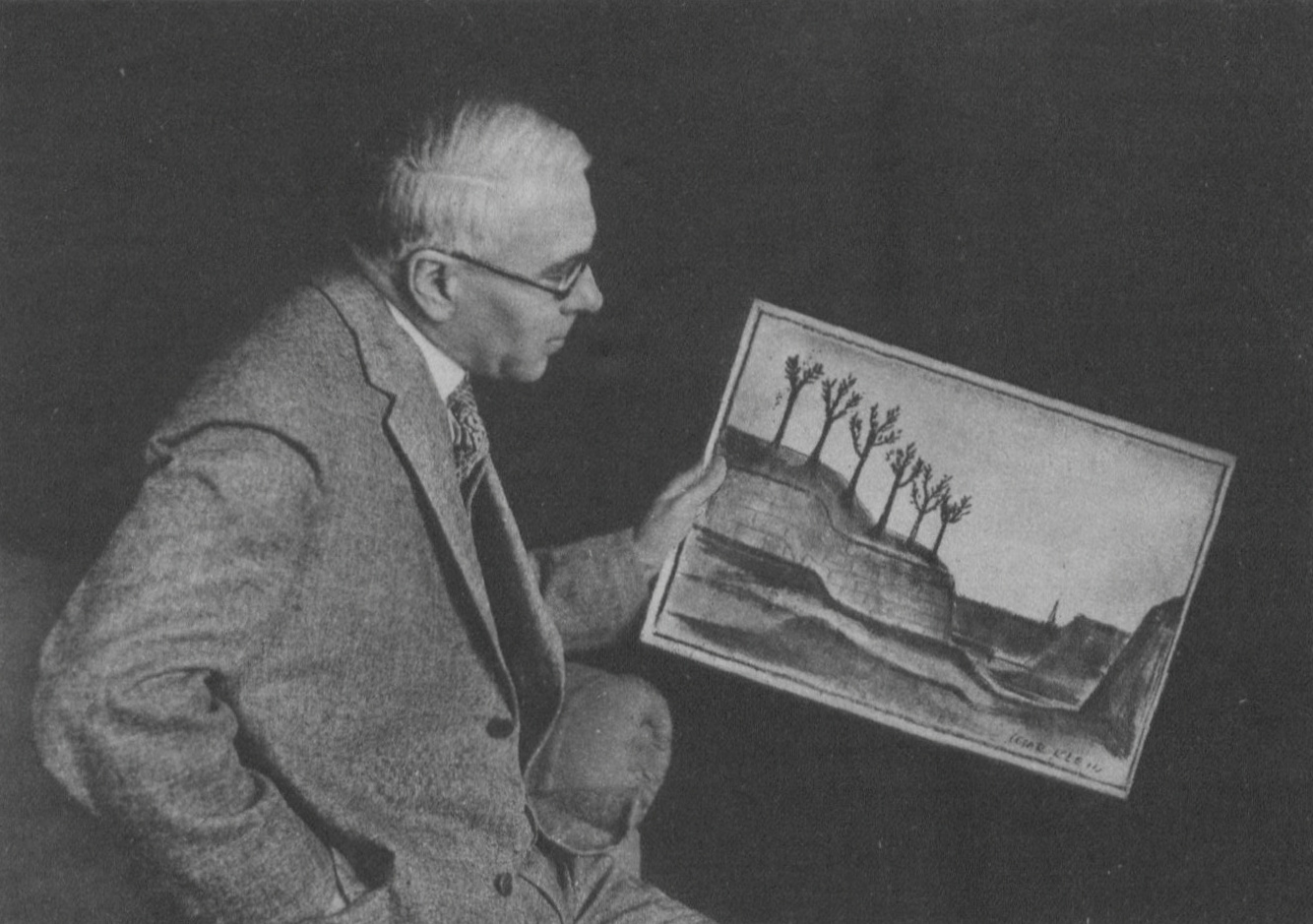
César Klein (1927)

César Carl Robert Andreas Klein, auch Caesar Klein oder Cesar Klein (* 14. September 1876 in Hamburg; † 13. März 1954 in Pansdorf, Kreis Ostholstein), war ein deutscher Maler, Grafiker, Bühnenbildner und Kostümbildner.

## Werdegang

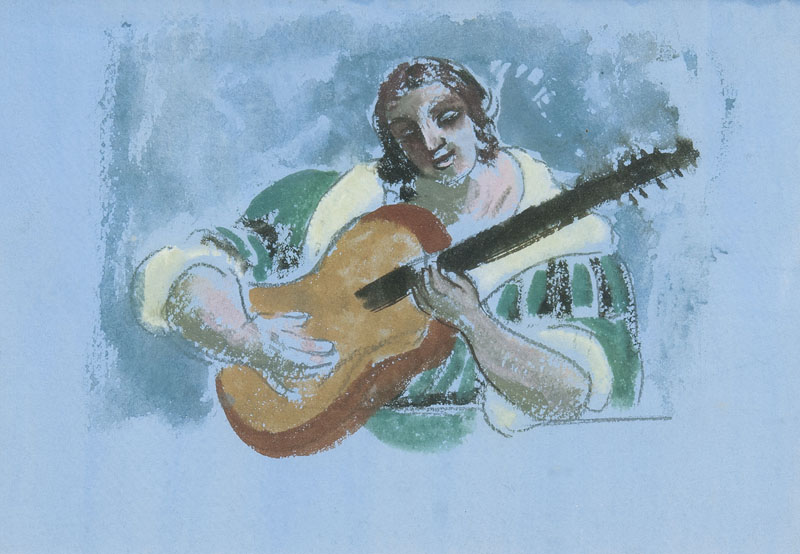
Dame mit Gitarre, Gouache, um 1925, Privatsammlung

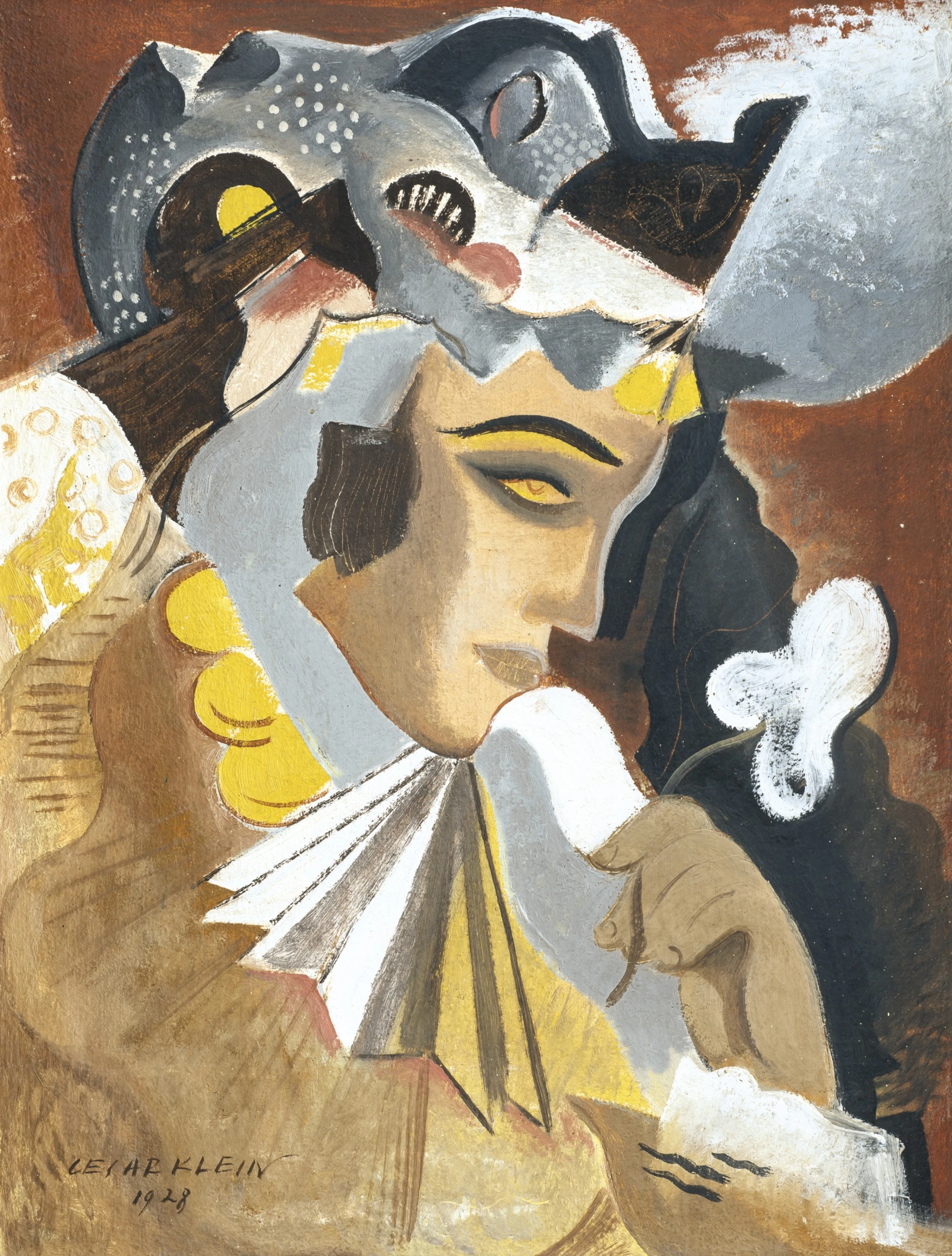
Die Maske, Öl auf Leinwand, 1928, Privatsammlung

César Klein war ein Sohn des Tischlers Carl August Heinrich (1850–1928) und dessen Ehefrau Johanna Catharina Margaretha Elsabe, geborene Münster  (1852–1931) aus Elmshorn. Nach einer Malerlehre besuchte er ab 1894 die Hamburger Kunstgewerbeschule, ab 1897 kurz die Kunstakademie Düsseldorf und anschließend bis 1900 die Unterrichtsanstalt des Kunstgewerbemuseums Berlin bei Max Seliger. 1902 folgte Klein diesem nach Leipzig, um ihm, als Direktor der Königlichen Akademie für graphische Künste und Buchgewerbe, bei dekorativen Monumentalaufgaben zu helfen, so etwa bei den Mosaiken für die Kaiser-Wilhelm-Gedächtniskirche in Berlin. Zunächst war er vom Impressionismus beeinflusst, wandte sich dann aber dem Expressionismus zu. 1903 heiratete er seine erste Ehefrau Martha, geborene Steffen (1879–1929) in Hamburg.
Klein war 1910 Mitbegründer der Neuen Secession in Berlin. Bei der Ausmalung des Marmorhaus-Kinos in Berlin verwendete er 1913 erstmals eine expressionistische Formgebung im Kunstgewerbe. Schon früh wurde er Mitglied des Deutschen Werkbundes, stellte auf der Werkbundausstellung 1914 in Köln aus und lernte dabei auch Walter Gropius kennen. Der berief ihn 1919 an das Bauhaus nach Weimar zur Erweiterung des Architekturbereiches, was Klein jedoch ablehnt, da er zeitgleich einen Lehrauftrag an der Unterrichtsanstalt des Kunstgewerbemuseums Berlin erhielt. 1919 wurde er in den Vorstand des Deutschen Werkbundes gewählt. In Folge der Novemberrevolution schloss er sich mehreren avantgardistischen Künstlergruppen an, die von den revolutionären Umwälzungen inspiriert waren: 1918 gehörte er zu den Mitbegründern der Novembergruppe. Zudem engagierte er sich in der Leitung des Arbeitsrates für Kunst.
In den frühen 1920er Jahren schuf Klein expressionistische Filmszenografien für die Filme Genuine (1920) und Der Puppenmacher von Niang-King (1923) von Robert Wiene und in Österreich für Sodom und Gomorrha von Mihály Kertész. Gleichzeitig war er auch als Bühnenbildner in Berlin tätig. Sein Hauptberuf war 1919 bis 1933 die Lehrtätigkeit an der Unterrichtsanstalt des Kunstgewerbemuseums Berlin. Nach der „Machtergreifung“ der Nationalsozialisten wurde Klein von seiner Lehrtätigkeit beurlaubt und erhielt Malverbot. 1937 wurden während der NS-Aktion „Entartete Kunst“ sieben Bilder Kleins aus der Anhaltinischen Gemäldegalerie Dessau, dem Museum Folkwang Essen, der Kunsthalle Hamburg und der Städtische Kunsthalle Mannheim beschlagnahmt. Die meisten wurden zerstört.
1930 heiratete Klein seine zweite Ehefrau, die Geigerin Paula Bock (* 1889) aus Leer. Seine Schwiegermutter war die Malerin Marie Bock, die später in seinem Haus ihren Lebensabend verbrachte. Von 1935 bis 1954 lebte Klein mit seiner Frau zurückgezogen auf dem Land im ostholsteinischen Pansdorf. Sein Bruder Bernhard Klein (* 1888 in Hamburg; † 1967 in Berlin) war ebenfalls Künstler. Teile seines graphischen Nachlasses befinden sich heute in der Theaterwissenschaftlichen Sammlung der Universität zu Köln.

## Werke (Auswahl)
Seine Werke werden gesammelt in der Berlinischen Galerie, der Architektur-Sammlung (Berlin), dem Museum Folkwang (Essen), dem Ostholstein-Museum (Eutin), Museum-Berg (Flensburg), dem Altonaer Museum (Hamburg), der Theater-Sammlung der Universität zu Köln. Kulturstiftung des Landes Schleswig-Holstein (Kiel), Stadt-Galerie (Kiel), Stadtmuseum Warleberger Hof (Kiel), Museum Ludwig (Köln), Theaterwissenschaftliche Sammlung (Köln), Museum Behnhaus (Lübeck), Schleswig-Holsteinisches Landesmuseum im Schloss Gottorf (Schleswig).
Als „entartet“ beschlagnahmte Werke (1937)
- Frau in Landschaft (Holzschnitt, 27,6 × 19,8 cm; um 1912)
- Massa Maritima (Öl auf Leinwand, 70 × 80 cm; 1916)
- Stillleben mit drei Blumenvasen (Holzschnitt, 33,8 × 31 cm)
- Zwei weitere Stilleben (Druckgrafiken, davon ein Holzschnitt)
- Weiblicher Akt (Holzschnitt, 27,8 × 20, 6 cm; um 1918)
- Blumenstrauß (Aquarell)

Weitere Tafelbilder (Auswahl)
- 1920: Mann mit Pfeife (Öl auf Leinwand, 114 × 88 cm; Berlinische Galerie)
- 1930: Expressionistischer Vogel (Öl mit Materialcollage auf Holz; 35,5 × 27,0)[13]
- 1933: Kreuz vor Barbaren (Mischtechnik auf Holz; 105 × 80,5 cm; Berlinische Galerie)
- 1950: Portrait einer jungen Frau (Tusche auf Malkarton; 41 × 30)[13]

Baubezogene Werke
- 1913: Ausstattung des Marmorhaus-Kinos am Kurfürstendamm in Berlin
- 1913: Mosaikfußboden in der repräsentativen Zwecken dienenden Ehrenhalle des Ostflügels des Verwaltungsgebäudes der Siemens & Halske AG in Berlin-Siemensstadt[14]
- 1917: Mosaik im Windfang und farbige Bleiverglasung der Fenster für das Torbogenhaus der Messingwerksiedlung in Eberswalde-Heegermühle
- 1919: Fensterverglasung im Sitzungssaal des Rathauses von Berlin-Zehlendorf
- 1922: Mosaiken und Deckengemälde im Theater am Kurfürstendamm (im Zweiten Weltkrieg zerstört)
- 1923: Deckengemälde der Neuen Oper am Königsplatz (im Zweiten Weltkrieg zerstört)
- 1924: Beteiligung am Umbau des Thalia-Theaters (Berlin)
- 1926: Intarsienwandbild mit Szenen der Commedia dell’arte im Balkonbereich des Renaissance-Theaters
- Entwurf von Glasfenstern für den Lichthof des Warenhauses Wertheim

## Filmografie
- 1920: „Genuine“
- 1921: „Hannerl und ihre Liebhaber“
- 1923: „Der Puppenmacher von Kiang-Ning“

## Ausstellungen (Auswahl)
Einzelausstellungen
- 1918 und 1922: Kunstsalon Fritz Gurlitt, Berlin[2]
- 1921: Kestner Gesellschaft, Hannover[2]
- 1946: Kunsthalle Hamburg[2]
- 1947: Leicester Galleries in London
- 1948 und 1951: Overbeck-Gesellschaft, Lübeck[2]
- 1949: Kunsthalle zu Kiel
- 1960: Kunstamt Reinickendorf, Berlin[2]
- 1974: Kunstamt Wedding, Berlin[2]
- 1986: Museum und Kunstverein, Osnabrück[2]
- 1987: Galerie Bernd Dürr, München[2]
- 1990: Richard-Haizmann-Museum, Niebüll[2]
- 1993 und 1997: Galerie Norbert Blaeser, Düsseldorf[2]
- 1994: Hamburgische Landesbank
- 1998: Kulturhistorisches Museum Rostock[2]
- 2004: Hamburger Sparkasse (Haspa)[2]

- 2014: César Klein – Leben und Kunst, Ostholstein-Museum, Eutin[15]
- 2015: Sieben auf einen Streich. Die Malerei Cesar Kleins um 1909, Kunstmuseum Ahrenshoop, Ahrenshoop
- 2022: César Klein (1876–1954) und seine expressionistischen Bühnenwelten, Ostholstein-Museum Eutin[16]

Gruppenausstellungen
- 1907: Secession, Berlin[2]
- 1910: Neue Secession, Berlin[2]
- 1914: Werkbundausstellung, Köln[6]
- 1919–31: Große Kunstausstellung, Berlin[2]
- 1977: Tendenzen der Zwanziger Jahre, Neue Nationalgalerie, Berlin[2]
- 1980: Arbeitsrat für Kunst, Berlin[2]
- 1987: Entartete Kunst, Kunsthalle Mannheim[2]
- 1989: Expressionismus – die zweite Generation, Kunstmuseum Düsseldorf[2]

## Ehrungen
Die César-Klein-Schule, Gemeinschaftsschule der Gemeinde Ratekau mit gymnasialer Oberstufe in Ratekau, trägt Kleins Namen. Ferner wurden Straßen in Pansdorf und in Hamburg-Steilshoop nach ihm benannt.